# Communauté de communes de la Terre Plaine
La communauté de communes de la Terre Plaine  est une ancienne communauté de communes française, située dans le département de l'Yonne en région Bourgogne.
Créée le 31 décembre 1998, elle disparait le 1er janvier 2014. Ses communes membres sont alors intégrées à la communauté de communes de la haute vallée du Serein, Nucérienne et Terre Plaine devenue depuis la communauté de communes du Serein.

## Composition
Elle est composée des communes suivantes :
| Nom                         | Code Insee | Gentilé        | Superficie (km2) | Population (dernière pop. légale) | Densité (hab./km2) |
| --------------------------- | ---------- | -------------- | ---------------- | --------------------------------- | ------------------ |
| Guillon (siège)             | 89197      | Guillonais     | 11,94            | 470 (2014)                        | 39                 |
| Bierry-les-Belles-Fontaines | 89042      | Bierrais       | 26,90            | 202 (2014)                        | 7,5                |
| Cisery                      | 89109      |                | 4,70             | 52 (2014)                         | 11                 |
| Cussy-les-Forges            | 89134      | Casséens       | 13,62            | 342 (2014)                        | 25                 |
| Marmeaux                    | 89244      | Marcomaniens   | 10,76            | 86 (2014)                         | 8                  |
| Montréal                    | 89267      |                | 7,41             | 198 (2014)                        | 27                 |
| Pisy                        | 89300      | Piciens        | 12,08            | 60 (2014)                         | 5                  |
| Saint-André-en-Terre-Plaine | 89333      | Saint-Andréens | 14,26            | 169 (2014)                        | 12                 |
| Sainte-Magnance             | 89351      |                | 19,37            | 465 (2014)                        | 24                 |
| Santigny                    | 89375      |                | 9,35             | 103 (2014)                        | 11                 |
| Sauvigny-le-Beuréal         | 89377      |                | 4,82             | 69 (2014)                         | 14                 |
| Savigny-en-Terre-Plaine     | 89379      |                | 8,69             | 153 (2014)                        | 18                 |
| Sceaux                      | 89381      | Scéens         | 13,22            | 130 (2014)                        | 9,8                |
| Trévilly                    | 89421      |                | 6,86             | 70 (2014)                         | 10                 |
| Vassy-sous-Pisy             | 89431      |                | 7,45             | 72 (2014)                         | 9,7                |
| Vignes                      | 89448      |                | 11,77            | 86 (2014)                         | 7,3                |

Les communes formant l'intercommunalité correspondent à celles de l'ancien canton de Guillon, à l'exception de Thizy rattaché à la communauté de communes de la haute vallée du Serein.

## Autres adhésions
Le Pays Avallonnais regroupe :
- la communauté de communes Avallon-Vézelay-Morvan
- la communauté de communes du Serein

## Histoire
La communauté de communes de la Terre Plaine est créée le 31 décembre 1998.

## Pour approfondir